# Drymaria fasciculata
Drymaria fasciculata är en nejlikväxtart som beskrevs av Asa Gray. Drymaria fasciculata ingår i släktet Drymaria och familjen nejlikväxter. Inga underarter finns listade i Catalogue of Life.